# Sereina Trachsel
Pour les articles homonymes, voir Trachsel.
 (août 2022).
Si vous disposez d'ouvrages ou d'articles de référence ou si vous connaissez des sites web de qualité traitant du thème abordé ici, merci de compléter l'article en donnant les références utiles à sa vérifiabilité et en les liant à la section « Notes et références ».
 Sereina Trachsel, née le 9 février 1981 à Weiach, est une coureuse cycliste suisse.

## Palmarès sur route
- 2004
  -  Championne de Suisse sur route
  - 2e de Bern
- 2005
  -  Championne de Suisse sur route
  - 3e étape de Tour de la Drôme
  - 2e de Rund um die Rigi
- 2006
  - Rund um die Rigi
- 2007
  -  Championne de Suisse sur route
  - Rund um den Born
  - Horgen
- 2008
  - GP Mobiliar
  - Bern-West
  - Horgen
  - 2e du championnat de Suisse du contre-la-montre